# La Merced (Peru)
La Merced é uma cidade do Peru, situada na região de Junín. Capital da província de  Chanchamayo, sua população em 2017 foi estimada em 24.629 habitantes.